# Collectivisme libertaire
Ne doit pas être confondu avec Communisme libertaire.
Le collectivisme libertaire, également appelé anarcho-collectivisme est un courant de la pensée anarchiste, autour de l'économie. Il fut défendu par, entre autres penseurs, Mikhaïl Bakounine, James Guillaume et Ricardo Mella. Ce principe affirme que le producteur doit recevoir le produit intégral de son travail. La propriété des moyens de production et de distribution, et les choix doivent être sociaux et administrés par les propres travailleurs réunis par affinités dans des associations, puis selon la volonté de ceux-ci confédérés ou non.
Toutefois  ce système fédéral (sans toutefois que soit précisé les niveaux de territoires économiques concernés, du local au mondial) doit réunir, autonomie aux associations qui autogèrent les moyens économiques de production[pas clair]. N'est pas précisé comment sont réunis les investissements pour créer ces moyens économiques, notamment dans les activités « lourdes » nécessitant d'énormes capitaux fixes.

## Discussion avec les anarcho-communistes
La discussion entre collectivisme et communisme se déroule principalement à la fin du XIXe siècle. Les deux grandes différences avec les anarcho-communistes sont :
1. Les anarcho-communistes défendent le principe « de chacun selon ses capacités, à chacun selon ses besoins » ;
2. Les anarcho-communistes proposent que les associations (en autonomie), voire la fédération de ces associations recensent les besoins (et les capacités disponibles), permettant ainsi aux individus concernés de déterminer la production et la distribution nécessaires pour répondre uniquement à ces besoins. Le collectivisme, au contraire, propose de gérer par le syndicat ou par d'autres moyens la production.

### Thèmes liés
- Anarchisme
- Collectivisme
- Libertaire
- Communisme libertaire

### Mouvements proches
- Socialisme libertaire
- Anarcho-syndicalisme
- Communisme libertaire
- Corporatisme

### Histoire
- Histoire de l'anarchisme
- Révolution sociale espagnole de 1936
- Commune de Paris (1871)
- Confédération nationale du travail (Espagne)
- Association internationale des travailleurs

### Auteurs
- Mikhaïl Bakounine
- Errico Malatesta